# محمد معتضدی
محمدکمال معتضدی (زاده ۲۱ اسفند ۱۳۶۱) کمدین، بازیگر و صداپیشه اهل ایران است. وی فعالیت هنری خود را از سال ۱۳۸۰ آغاز کرد. او صداپیشه شخصیت‌های پویانمایی‌هایی از جمله باب‌اسفنجی شلوارمکعبی، رالف خرابکار، دانشگاه هیولاها و… بوده است. او در زمینه دوبله زنده روی پرده هم فعالیت می‌کند و در فیلم‌های سینمایی علفزار و قانون مورفی نیز ایفای نقش کرده است.
وی در تمامی آثاری که از عصر یخبندان در مؤسسه تهران دابشو دوبله شده است، گوینده کاراکتر سید بوده است. معتضدی مدیر دوبلاژ سری جدید انیمیشن کارآگاه گجت، سریال جیمی نوترون و ماجراهای دورا بوده است.

## مدیر دوبلاژ
او مدیریت دوبلاژ سری جدید انیمیشن کارآگاه گجت، سریال جیمی نوترون، ماجراهای دورا و بسیاری از آثار دیگر را برعهده داشته است.

## صداپیشگی
برخی از آثار معتضدی در زمینه صداپیشگی:
- فیلم باب‌اسفنجی: اسفنج بیرون از آب
- فیلم برادران سوپر ماریو
- رالف خرابکار
- دانشگاه هیولاها
- یخ‌زده
- غارنشینان
- اسمورف‌ها
- هیولاها علیه بیگانگان
- عصر یخبندان: مسیر برخورد
- ماشین‌ها ۲
- آرزوهای بزرگ
- نومئو و ژولیت
- راز جونیورز
- خوش قدم ۲
- طعمه کوسه ۲
- تارزان
- ماداگاسکار ۳: تحت تعقیب‌ترین‌های اروپا
- شش قهرمان بزرگ
- آقای ایمنی

معتضدی در فصل اول مسابقه خنداننده شو (استندآپ کمدی) در گروه رامبد جوان حضور داشت و تا مرحله نیمه نهایی پیش رفت.

## بازیگری
- از سرنوشت(۱۳۹۸)
- قانون مورفی (۱۳۹۷)
- علفزار (۱۴۰۰)
- خجالت نکش۲:جدایی قنبر از صنم (۱۴۰۳)